# Museo de Independencia de Azerbaiyán
Museo de Independencia de Azerbaiyán (en azerbaiyano İstiqlal Muzeyi) es el museo, que refleja los etapas de la obtención de la independencia, lucha de la nación azerbaiyana por su independencia y eventos importantes de la historia azerbaiyana desde los tiempos remotos hasta actualidad.

## Historia
Museo de independencia de Azerbaiyán fue creado el 7 de diciembre de 1919 en la capital de la República Democrática de Azerbaiyán, Bakú. Husein bek Mirdjamalov y Mammad Agha oglu jugaron el papel importante en el establecimiento del museo. El museo alberque los restos arqueológicos, obras de pintores, ejemplos de los libros raros, piezas numismáticas, joyería, etc.

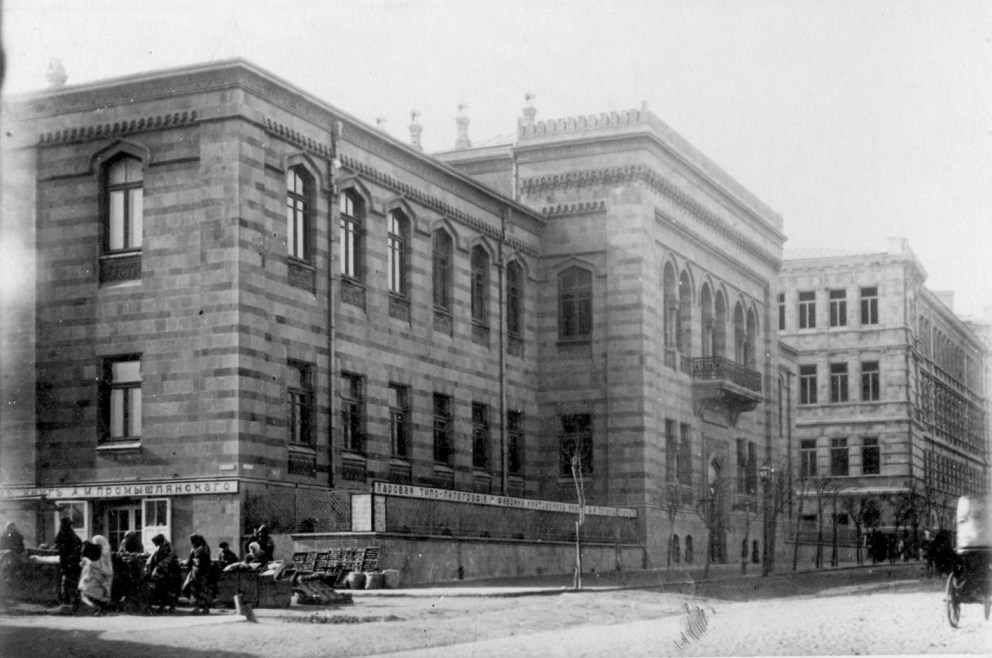
Edificio del Parlamento de la República Democrática de Azerbaiyán, donde se encontraba el Museo de Independencia

Museo se encontraba en el edificio del parlamento de la República Democrática de Azerbaiyán (actualmente - edificio del Instituto de Manuscritos de la Academia Nacional de Ciencias de Azerbaiyán). Museo estuvo en funcionamiento sólo un año, y en 1920, cuando en Azerbaiyán se estableció el poder soviético dejó de funcionar.
El 9 de enero de 1991 el Museo fue restablecido. Actualmente se encuentra en el Centro de Museo del Ministerio de Cultura de la República de Azerbaiyán.

## Fondos del Museo
Una de las líneas principales del trabajo del Museo es completación y conservación de las exposiciones del museo. Los fondos del museo de la Independencia de Azerbaiyán constan del fondo principal y científico-auxiliar.
- Fondo principal consta del fondo de documentos, fondo de fotografías, fondo de fotografías negativas, fondo de gráficos, fondo numismático, fondo de escultura, fondo de pintura y fondo de arte decorativa aplicada.
- Fondo de los documentos conserva los documentos, libros diferentes. Los más importantes de objetos de la exposición son los documentos de los Héroes Nacionales de la República de Azerbaiyán Alaskar Novruzov y Hikmat Nazarli, diario del Héroe Nacional azerbaiyano Gultekin Askarova, etc.
- Fondo de fotografías es uno de los grandes fondos del museo de la independencia de la República de Azerbaiyán, que refleja la actividad de la República Democrática de Azerbaiyán.
- Fondo de fotografías negativas refleja los acontecimientos del Enero Negro, tragedia de Jodyalí, acontecimientos, relacionados con las represiones de los años 30-50 del siglo XX, etc.